# Sandouville
Sandouville ist eine französische Gemeinde mit 801 Einwohnern (Stand 1. Januar 2022) im Département Seine-Maritime in der Region Normandie. Sie gehört zum Arrondissement Le Havre und ist Mitglied im Gemeindeverband Le Havre Seine Métropole. Die Bewohner werden Sandouvillais und Sandouvillaises genannt.

## Geografie
Sandouville liegt in der Région naturelle Pays de Caux an der Seine-Mündung, etwa 15 Kilometer östlich von Le Havre.
Umgeben wird Sandouville von den vier Nachbargemeinden:
|         | Saint-Aubin-Routot                          | Saint-Vincent-Cramesnil |
| Oudalle | Kompassrose, die auf Nachbargemeinden zeigt | Saint-Vigor-d’Ymonville |
| Seine   | Seine                                       | Seine                   |

## Einwohnerentwicklung
| Jahr      | 1962 | 1968 | 1975 | 1982 | 1990 | 1999 | 2016 |
| --------- | ---- | ---- | ---- | ---- | ---- | ---- | ---- |
| Einwohner | 400  | 460  | 566  | 645  | 703  | 754  | 797  |

## Sehenswürdigkeiten
- Die Reste des traditionell als „Caesars Lager“ bezeichnete Schanze wurde als das im Jahr 292 erbaute Lager identifiziert, dürfte aber eher während der Eisenzeit bis zur römischen Eroberung erbaut worden sein. Das Lager erstreckt sich über 144 Hektar und ist im Süden durch die 83 Meter hohe Steilküste entlang der Seine, im Westen durch das Tal von Oudaille, im Osten durch das Tal von Mortemer mit ausgehobenen Kämmen und im Norden durch einen Erdwall begrenzt.
- Die Südwand des Langhauses der Pfarrkirche Saint-Aubin datiert aus dem 16. Jahrhundert.

## Wirtschaft
Sandouville ist durch das Werk von Renault bekannt, der aktuell dort den Renault Trafic III/Nissan Primastar baut. Die 1964 eröffnete Fabrik wurde für die Produktion des Renault 16 neu errichtet und stellte später die Typen 20, 21, 25, 30, Vel Satis und Safrane her.